# Lathys borealis
Lathys borealis is een spinnensoort in de taxonomische indeling van de kaardertjes (Dictynidae).
Het dier behoort tot het geslacht Lathys. De wetenschappelijke naam van de soort werd voor het eerst geldig gepubliceerd in 2012 door Zhang, Hu & Zhang.

## Voorkomen
De soort is aangetroffen in China.